# 梅月 (嘉靖進士)
梅月（？—？），字子恒，號雙清，貴州普定衛籍，陝西三原縣人，明朝政治人物。

## 生平
正德十四年（1519年）己卯科雲貴鄉試舉人，嘉靖五年（1526年）丙戌科進士，十六年官雲南府知府，歷官四川按察司川南道副使，民間有「操如梅，明如月，雙清那可得？」之謠。致仕歸，卒於家，入祀鄉賢祠。